# Xã Rural, Quận Shelby, Illinois
Xã Rural (tiếng Anh: Rural Township) là một xã thuộc quận Shelby, tiểu bang Illinois, Hoa Kỳ. Năm 2010, dân số của xã này là 339 người.